# ثلاثي أضواء المسرح
ثلاثي أضواء المسرح هي فرقة استعراض فني مصرية ظهرت في ستينات القرن العشرين وتعد من أقوى وأشهر الفرق التي ظهرت في تاريخ الفن المصري. أسس الفرقة الفنان الضيف أحمد وقدمت عددًا من الأعمال الفنية الكوميدية التي لاقت نجاحا كبيراً في السينما والمسرح والإذاعة والتلفزيون، واشتهرت بالتناغم الشديد بين أعضاءها الثلاث لكن الفرقة انتهت عملياً بوفاة الضيف أحمد عام 1970. ويرجع الفضل في اكتشافها للمخرج الراحل محمد سالم.
ظهور الفرقة مجتمعة في عدد من الأعمال الفنية، لم يمنع ظهور أفرادها بشكل فردي في عدد الأعمال، حيث ظهر الضيف أحمد منفرداً في فيلم أنا وهو وهي (1964)، وكذلك فعل سمير غانم في فيلم صغيرة على الحب (1966)، وكذلك ظهر جورج سيدهم في فيلم معبودة الجماهير (1967).
بعد وفاة الضيف أحمد قدم جورج وسمير مسرحية المتزوجون، وهي إحدى أشهر مسرحياتهم.

## أعضاء الفريق
أعضاء فرقة ثلاثي أضواء المسرح هم: جورج سيدهم والضيف أحمد وسمير غانم.

### جورج سيدهم
ولد بمحافظة سوهاج. حصل على بكالورويس زراعة جامعة عين شمس1961، وهو متزوج من دكتورة صيدلانية. بدأ جورج سيدهم حياته الفنية كأحد أعضاء فرقة ثلاثي أضواء المسرح. لعب الأدوار الكوميدية بالإضافة إلى تميزه وإجادته أداء الأدوار النسائية الساخرة، بالإضافة إلى قدرته على الغناء وأداء الإسكتشات المسرحية من أشهر أعماله مسرحية المتزوجون مع صديقه سمير غانم وشيرين.
أصيب بمرض أقعده عن التمثيل وعن الحياة العامة.

### الضيف أحمد
ولد بمدينة تمى الأمديد بالدقهلية، ممثل كوميدي بدأ حياته الفنية كأحد أعضاء فرقة ثلاثي أضواء المسرح. ظهرت موهبته في التمثيل وهو لا يزال طالبا فحصل على عدة جوائز عن الأدوار التي أداها على مسرح الجامعة وأيضا عن إخراجه لعدة أعمال من روائع المسرح العالمي.
لم يعرف الشهرة الفنية الحقيقية سوى بعد تكوينه لفرقه "ثلاثي أضواء المسرح" التي قدم من خلالها عدة اسكتشات غنائية ومسرحيات كوميدية أشهرها "طبيخ الملائكة" كل واحد له عفريت" و"زيارة غرامية" و"الرجل اللى جوز مراته" التي أخرجها للفرقة.

### سمير غانم
ولد بمحافظة أسيوط تخرج في كلية الزراعة جامعة الإسكندرية، بدأ حياته الفنية كأحد أعضاء فرقة ثلاثي أضواء المسرح وشارك من خلالها في عدة مسرحيات منها حواديت وطبيخ الملايكة. كما شارك مع أعضاء فرقة ثلاثي أضواء المسرح أيضا في بعض الأعمال الأولى للتلفزيون المصري في أوائل الستينات ومنها فوازير رمضان بصورتها القديمة. كما شارك في العديد من الأفلام السينمائية الكوميدية مع معظم نجوم السينما المصرية في عصرها الحديث. قدم في الثمانينات سلسلة «فوازير رمضان» تحت اسم شخصيتي «سمورة» و«فطوطة». قدم لاحقا العديد من المسرحيات مشاركا جورج سيدهم مثل المتزوجون وأهلا يا دكتور وموسيقى في الحي الشرقي وغيرها.. ثم قدم منفردا مسرحيات أخرى مثل جحا يحكم
```
بعض المسرحيات وأنجب منها ابنتيه دنيا وأيمي وكلتاهما مشاركتان حاليا في العديد من الأعمال الفنية.
```

- وفي يوم 20 مايو 2021 انتهت قصة الفريق الكوميدي الأشهر في الوطن العربي وانطفأ آخر ضوء من ثلاثي أضواء المسرح بوفاة الفنان سمير غانم عن عمر يناهز ال84 عاما لتنتهي قصة عاشت لأكثر من 50 عاما.

## من أعمالهم

### المسرح
- طبيخ الملائكة
- فندق الأشغال الشاقة
- فندق الثلاث ورقات
- حواديت
- كل واحد وله عفريت
- الراجل اللى جوز مراته
- موسيكا في الحي الشرقي
- جوليو ورومييت
- مسرحية المتزوجون
- أهلا يا دكتور

### السينما
- شاطئ المرح
- 30 يوم في السجن
- فرقة المرح
- القاهرة في الليل
- منتهى الفرح
- رحلة السعادة
- الزواج على الطريقة الحديثة
- شنطة حمزة
- المجانين الثلاثة
- العميل 77
- نشال رغم أنفه
- لسنا ملائكة
- شباب مجنون جدا
- أفراح
- حلوة وشقية
- واحد في المليون
- الشقيقان
- الحرامي